# Список номинантов на премию «Большая книга» 2014 года
Список номинантов на премию «Большая книга», попавших в длинный список (лонг-лист) премии «Большая книга» в сезоне 2013—2014 года.
Список представлен в следующем виде — Победители, Список финалистов (кроме Победителей), Длинный список (кроме Победителей и Списка финалистов). Для каждого номинанта указано название произведения, а для рукописей — их авторы (по возможности).

## Победители
1. Прилепин Захар — ромен «Обитель», Первое место, Приз читательских симпатий (второе место)
2. Сорокин Владимир — «Теллурия», Второе место
3. Шаров Владимир — «Возвращение в Египет», Третье место
4. Леонид Зорин — Специальная премия «За вклад в литературу»

## Список финалистов
1. Алексиевич Светлана — «Время секонд хэнд», Приз читательских симпатий (первое место)
2. Букша Ксения — «Завод "Свобода"»
3. Григоренко Александр — «Ильгет»
4. Макушинский Алексей — «Пароход в Аргентину», Приз читательских симпатий (третье место)
5. Ремизов Виктор — «Воля вольная»
6. Чижов Евгений — «Перевод с подстрочника»

## Длинный список
1. Арабов Юрий — «Столкновение с бабочкой»
2. Березин Владимир — «Виктор Шкловский»
3. Буйда Юрий — «Яд и мед»
4. Громова Наталья — «Ключ. Последняя Москва»
5. Дубинянская Яна — «Пансионат»
6. Зайцев Данила — «Повесть и житие Данилы Терентьевича Зайцева»
7. Иванов Андрей — «Харбинские мотыльки»
8. Климонтович Николай — «Парадокс о европейце»
9. Колядина Елена — «Под мостом из карамели»
10. Костюкович Елена — «Цвингер»
11. Мартынов Владимир — «Автоархеология на рубеже тысячелетий»
12. Милославский Юрий — «Приглашенная. Материалы к биографии Александры Федоровны Чумаковой»
13. Нилин Александр — «Нарушение правил»
14. Подрабинек Александр — «Диссиденты»
15. Ропшинов Владимир — «Князь механический»
16. Свинаренко Игорь — «Короче»
17. Шайтанов Игорь — «Шекспир»
18. Шаргунов Сергей — «1993»
19. Шмараков Роман — «Каллиопа, дерево, Кориск»
20. Шульпяков Глеб — «Музей имени Данте»